# Renocila alkoo
Renocila alkoo är en kräftdjursart som beskrevs av Bruce 1987. Renocila alkoo ingår i släktet Renocila och familjen Cymothoidae. Inga underarter finns listade i Catalogue of Life.